# Чапаєв Олександр Васильович
Олександр Васильович Чапаєв (23 серпня 1910 або 10 (23) серпня 1910 , Балаково, Самарська губернія  — 7 березня 1985 , Москва ) — радянський військовий діяч, генерал-майор. Депутат Верховної Ради УРСР 2—3-го скликань. Син Василя Чапаєва.

## Життєпис
Народився 23 серпня 1910 (за іншими даними — 1912) року в містечку Балаково теперішньої Саратовської області Росії у родині військового, Василя Івановича Чапаєва.
У 1931 році, після закінчення Самарського сільськогосподарського інституту, працював агрономом в Оренбурзькій області. Незабаром іде служити до Червоної армії, а згодом закінчив з відзнакою вище артилерійське училище імені ВЦВК РРФСР. Навчався в Академії механізації і моторизації Червоної армії імені Сталіна.
У 1937—1938 роках — командир взводу курсантів військового училища імені ВЦВК. У 1938—1939 роках — командир батареї 2-го Московського артилерійського училища.
Член ВКП(б) з 1939 року.
У 1939—1941 роках — командир батареї Подольського артилерійського училища.
З перших днів німецько — радянської війни — на фронті: командир артилерійської батареї, дивізіону протитанкових гармат. Вже майором відзначився, як командир протитанкового дивізіону на Курській дузі, де був тяжко поранений.
Після лікування був призначений командиром 1518-го протитанкового винищувального полку, брав активну участь у визволенні міста Лебедина.
У післявоєнні роки служив у артилерійських військах, командував артилерійською бригадою в Прикарпатському військовому окрузі. З 1956 року навчався на вищих академічних курсах при Військовій академії імені Дзержинського.
Після закінчення курсів командував артилерією Приволзького військового округу. У травні 1959 року отримав військове звання генерал-майора артилерії.
Завершив військову службу на посаді заступника командувача артилерії Московського військового округу.
У кінці 1960-х років вийшов у відставку. Проживав у Москві.
Помер 7 березня 1985 році. Похований на Кунцевському цвинтарі Москви. Одна з вулиць міста Лебедина носить ім'я Чапаєва.

## Нагороди та відзнаки
- три ордени Червоного Прапора (22.03.1942, 10.07.1944,)
- орден Трудового Червоного Прапора
- орден Суворова 3-го ст. (22.07.1945)
- орден Олександра Невського (10.06.1943)
- орден Червоної Зірки
- орден Вітчизняної війни 1-го ст. (13.02.1944)
- медалі
- «Почесний громадянин м. Лебедина» (17 травня 1978 року)